# آنا وکیلیان
آنا وِکیلیان (ارمنی: Աննա Կոնստանդինի Վեքիլյան؛ انگلیسی: Anna Vekilyan؛ ۱۸ ژوئن ۱۹۸۳) رقصنده باله حقوقدان اهل ارمنستان است

## زندگی‌نامه
وی در ۱۸ ژوئن ۱۹۸۳ در ایروان به دنیا آمد و از کالج دولتی هنر رقص ایروان (۲۰۰۱) فارغ‌التحصیل گشت. وی در تالار آکادمی ملی اپرا و باله آلکساندر اسپنداریان فعالیت می‌کند.